# Rockstar Vienna

Logo van Rockstar Vienna.

Rockstar Vienna (voorheen Neo Software) was een gamestudio in Wenen (Oostenrijk) opgericht in januari 1993 en onderdeel van het bedrijf Rockstar Games. Het bedrijf sloot op 11 mei 2006.

## Games van Rockstar Vienna
De spellen zijn chronologisch gerangschikt op datum van verschijnen.

### Voorpc
- Whale's Voyage (1993)
- The Clue! (1994)
- Rent-a-Hero (1999)
- Alien Nation (2000)
- The Sting! (2001)
- Manhunt 2 (2008) Heeft het meeste van het project ontwikkeld, na sluiting ontwikkeling door Rockstar London overgenomen.

### VoorXbox
- Max Payne (2001)
- Max Payne 2 (2003)
- Grand Theft Auto: Double Pack (2003). Hierin zit Grand Theft Auto III en Grand Theft Auto: Vice City

### VoorPlayStation 2
- Max Payne 2 (2003)
- Manhunt 2 (2008) Heeft het meeste van het project ontwikkeld, na sluiting ontwikkeling door Rockstar London overgenomen.